# Rydzewo Szlacheckie
Rydzewo Szlacheckie [rɨˈd͡zɛvɔ ʂlaˈxɛt͡skʲɛ] est un village polonais de la gmina de Radziłów dans le powiat de Grajewo et dans la voïvodie de Podlachie. Il se situe à environ 9 kilomètres au nord de Radziłów, à 20 kilomètres au sud de Grajewo et à 67 kilomètres au nord-ouest de Białystok. 